# 大清邮政总局
大清邮政总局是清朝于光绪二十三年（1897年）成立的国家邮政机关。

## 历史

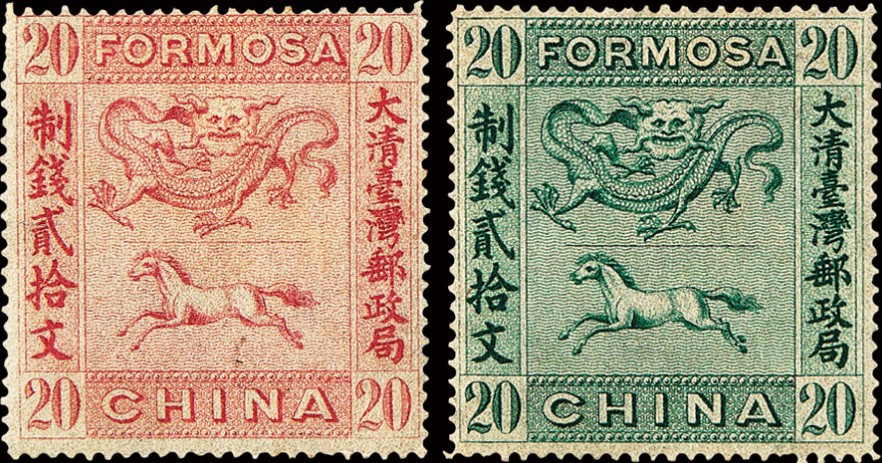
大清臺灣郵政局發行的郵票。

清朝道光二十年（1840年）鸦片战争以后，中国被迫开放通商口岸，近代外国邮政传入中国。起初邮局仅设于通商口岸。不過當時還是有不少邮件由总理衙门转交驿站寄送。同治五年（1866年），各国驻北京公使邮件開始由总税务司署管理传递。光绪二年（1876年）时任海关总税务司的赫德（英国人）奏请光绪帝钦设邮政。光绪四年（1878年），时任北洋通商大臣的李鸿章决定于上海、北京、天津、烟台和牛庄（今营口）五处试办邮政业务，北京设送信官局，开始发行邮票，收寄普通人的信件，邮政业务归总税务司管理。翌年，五处邮政办事处以“海关拨驷达书信馆”的名称开始营业；1880年改“海关拔驷达局”。
光绪二十一年（1895年），张之洞上疏奏请举办国家邮政。光绪二十二年（1896年），获光绪帝谕允。光绪二十三年一月十九日（1897年2月20日），正式成立“大清邮政总局”。1897年，原海关拔驷达局改隶大清郵政；江海关拨驷达局正式更名为“上海大清邮政局”，1899年改“上海邮政总局”。天津海关拔驷达局改“天津大清邮政局”，简称「大清郵政津局」。1906年，清政府设立“邮传部”。1911年，“邮传部”接管邮政，邮政从此脱离海关，成为独立的系统。郵傳部下隶大清郵政總局；從此，郵政業務正式脫離海關，實現獨立營運。

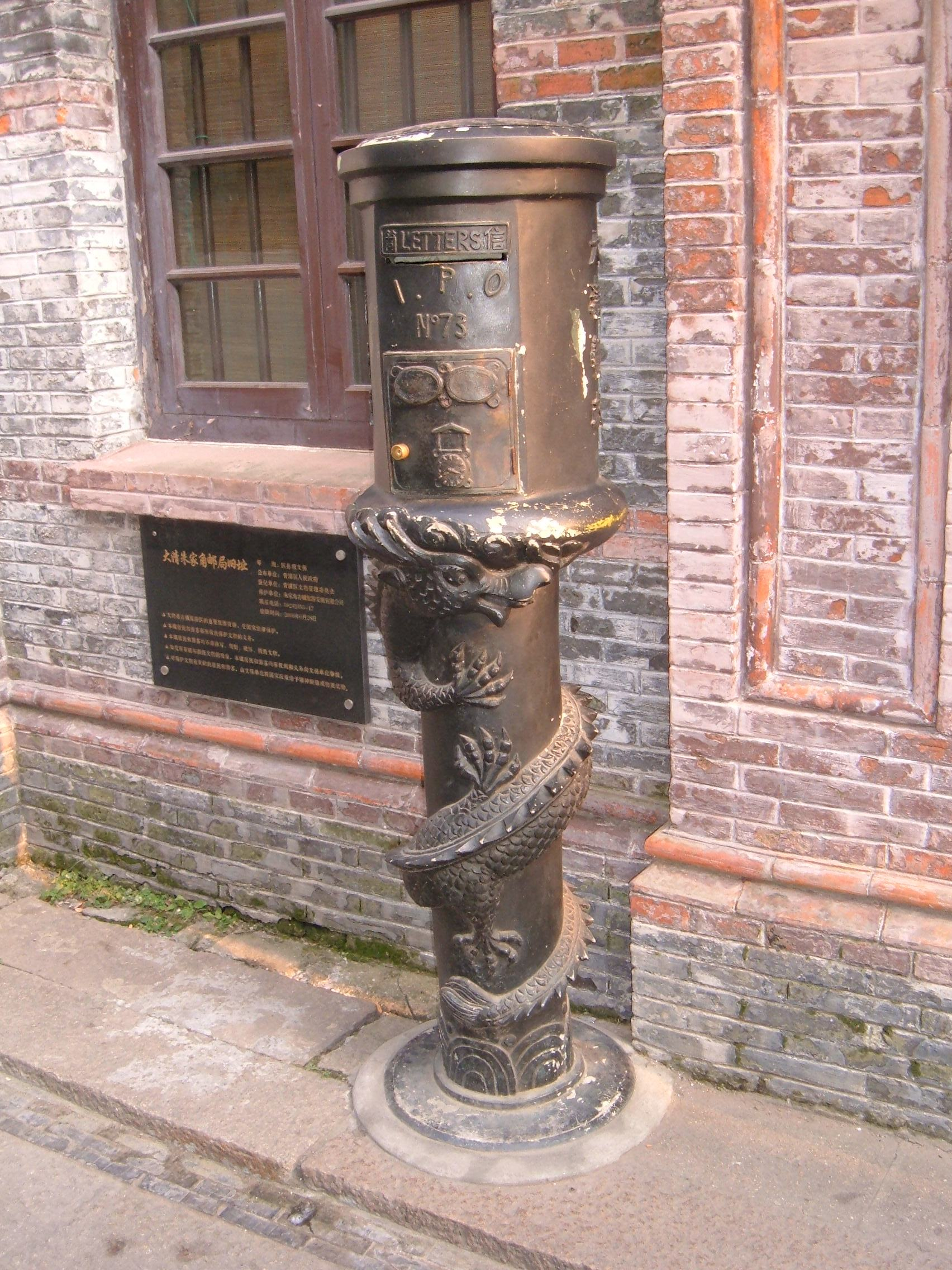
大清郵局郵筒。

大清邮政总局最初设在总税务司署内，后来迁到崇文门内大街。光绪三十一年（1905年），又迁至小报房胡同。光绪三十二年（1906年）清政府推行官制改革，中央设邮传部，下设邮政局，专门管理邮政事务，接收全国邮政。光绪三十三年（1907年），大清邮政总局迁至东长安街。

## 建筑

### 小报房胡同旧址
小报房胡同位于崇文门内大街东侧，北京火车站西侧。该胡同西至崇文门内大街，东至南八宝胡同，东西走向。清朝，此处属正蓝旗，乾隆时称“报房胡同”，光绪时称“小报房胡同”，中华民国成立后沿称。从小报房胡同的名字便可推知，胡同中曾存在报房。报房为邮局的俗称。
1905年至1907年，如今的小报房胡同7号是大清邮政总局的办公地点。1907年，大清邮政总局迁往东长安街，小报房胡同的邮局随即改为大清邮政东单牌楼支局。1914年，东单牌楼支局改称第一邮务支局。1920年，改称崇内大街邮局，该名称一直沿用至中华人民共和国成立。中华人民共和国成立后，小报房胡同7号先后作为邮局营业处、邮亭、邮政支局、邮电所。1959年，邮电所被撤销，改为民宅。
早年，小报房胡同西口立有一座邮局的牌楼，上题“大清邮政分局”，邮局的主要建筑为一排五开间的平房，营业大门设在平房西侧北端，东侧则有很小的内院，营业柜台后面有东门通往后院。
为了纪念北京邮政100周年，1996年底，北京市邮政管理局在小报房胡同7号按照“第一邮务支局”的原貌进行修复，成立了“北京邮政博物馆”，于1997年2月19日正式开馆，对社会开放。2002年7月15日，北京邮政博物馆闭馆停办。小报房胡同7号成立北京邮政博物馆之后，博物馆内还设立了一个“小报房邮政支局”，可以经办信函、包裹、报刊、集邮等项业务。北京邮政博物馆停办以后，该邮局继续营业，不久也停办了。
北京邮政博物馆是一家很小的博物馆，平房三间，仅靠南面的一间半作为展室，通过历史照片及邮政文物，展示从秦汉时期的驿使、驿站直到中华人民共和国成立以来的现代邮政，博物馆还出售与邮政历史有关的图书及邮品。该博物馆的“简介”采用纪念封形式：封面正中为红色底框，形似传统的中式信封；左上角为该博物馆的图案，如一枚邮票；邮戳上的日期是1997年2月19日，即该博物馆正式开馆日；封底为“古代驿使图”；封内除了图片及文字以外，还有两枚题材为中国邮政事业的邮票。展室旁边的那间屋子便是小报房邮政支局。
2009年，作为北京市东城区文物保护单位的大清邮政局旧址在未获得文物部门批准的情况下被施工单位全部拆除。随后东城区文化委员会文物科工作人员声称，产权单位已补办手续。该处随后新建了一组仿古平房建筑，但已和原文物建筑完全不同。然而这里依旧被政府认定是文物保护单位大清邮政总局旧址，并列入北京市“十二五”期间文物修缮腾退计划。
2011年，小报房胡同7号作为“大清邮政总局旧址”被列为北京市文物保护单位。